# Rain Man
Rain Man je americké drama z roku 1988 režírované Barrym Levinsonem. Film získal čtyři Oscary za nejlepší film, režii, scénář a pro nejlepšího herce v hlavní roli, kterou ztvárnil Dustin Hoffman.

## Děj
Mladík Charlie Babbit (Tom Cruise) se dozví, že mu zemřel otec a že zdědil polovinu jeho majetku, ale neví, komu připadla ta druhá polovina. Tak se svou přítelkyní zjistí, že má staršího bratra Raymonda Babbita (Dustin Hoffman), který trpí autismem. Charlie se ho rozhodne unést z léčebny Wallbrook k sobě domů, ale jelikož bydlí až v Los Angeles, tak se rozhodne letět se svým bratrem letadlem. Jenomže jeho bratr není takový blb, jak vypadá, umí si zapamatovat, kdy se stala jaká havárie letadla a jakého typu a od jaké společnosti. Tím pádem začne protestovat a musí jet autem. Charlie spolu s Raymondem zažijí chvíle, kdy například vyhrají v Black Jacku spoustu peněz díky Raymondovu umění "počítání karet".
Nakonec se Charlie se svým bratrem sblíží, ale do toho přijde doktor, který léta ošetřoval Raymonda a vezme si ho zpátky do léčebny Wallbrook.
| Zlatý glóbus za nejlepší film (drama) | Zlatý glóbus za nejlepší film (drama) | Zlatý glóbus za nejlepší film (drama) |
| ------------------------------------- | ------------------------------------- | ------------------------------------- |
| Předchůdce: Poslední císař            | 1988 Rain Man                         | Nástupce: Narozen 4. července         |